# 埃特納格林 (印第安納州)
埃特納格林（英語：Etna Green）是一個位於美國印第安納州科西阿斯科縣的城鎮。

## 人口
根據2010年美國人口普查的數據，埃特納格林的面積為1.30平方千米，當中陸地面積為1.30平方千米，而水域面積為0.00平方千米。當地共有人口586人，而人口密度為每平方千米451人。